# 대회의

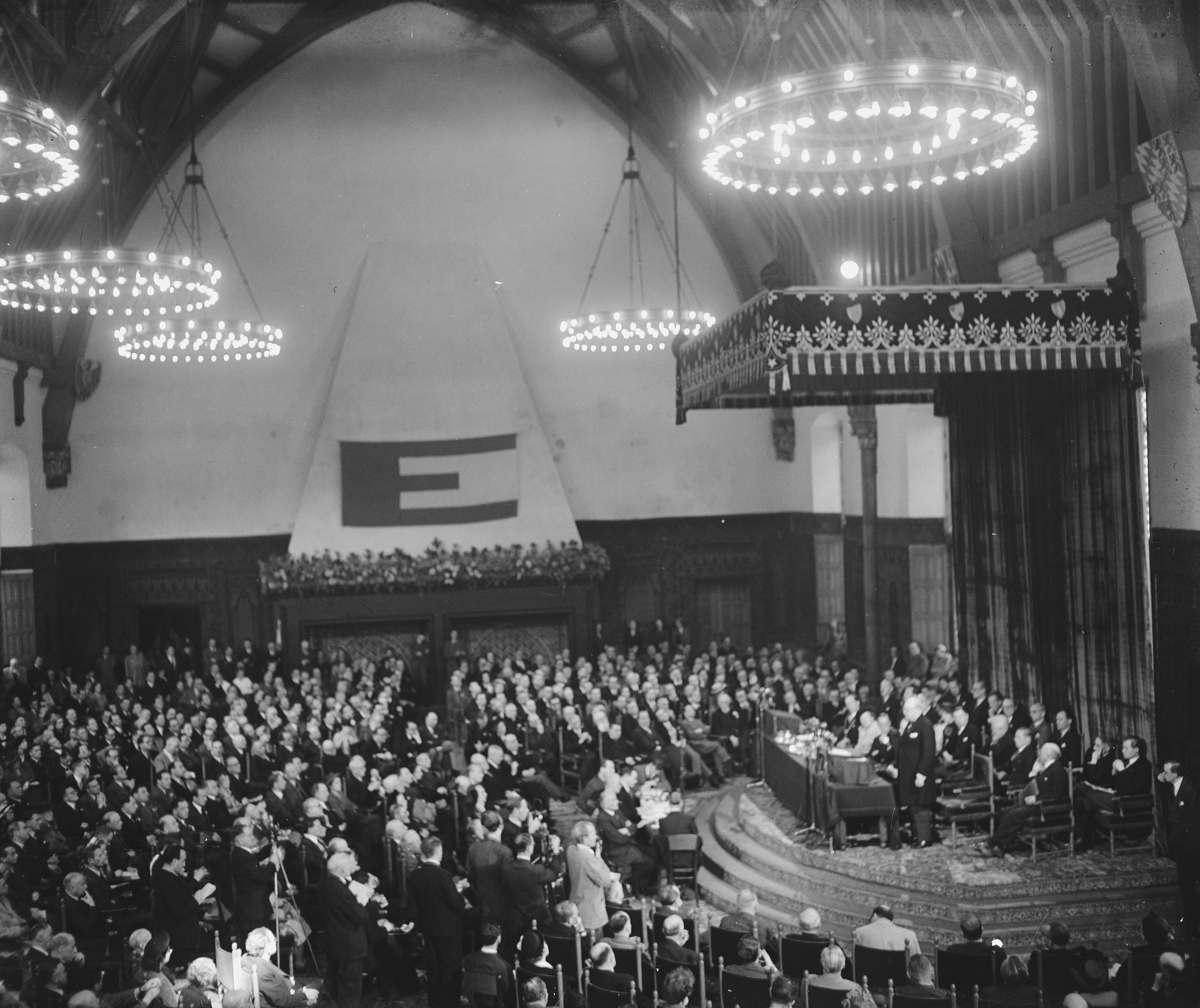
1948년 유럽 회의(Congress of Europe) 중 헤이그 기사단 홀(Hall of Knights(Ridderzaal))에서의 회의

대회의(congress)는 다양한 국가, 구성 국가, 조직, 노동 조합, 정당 또는 기타 그룹의 대표자들이 모이는 공식 회의이다. 이 용어는 전투 중의 만남(encounter)(적대자들끼리 서로 만남)을 의미하는 후기 중세 영어에서 유래되었으며 라틴어 congressus에서 유래되었다.

## 같이 보기
- 알프스산아래 의회
- 알프스산아래 원로원
- 대의회 (사르데냐 왕국)
- 대의회 (이탈리아 왕국)
- 원로원 (이탈리아 왕국)
- 입법부 의회
- 의회